# اغتصاب في حرب

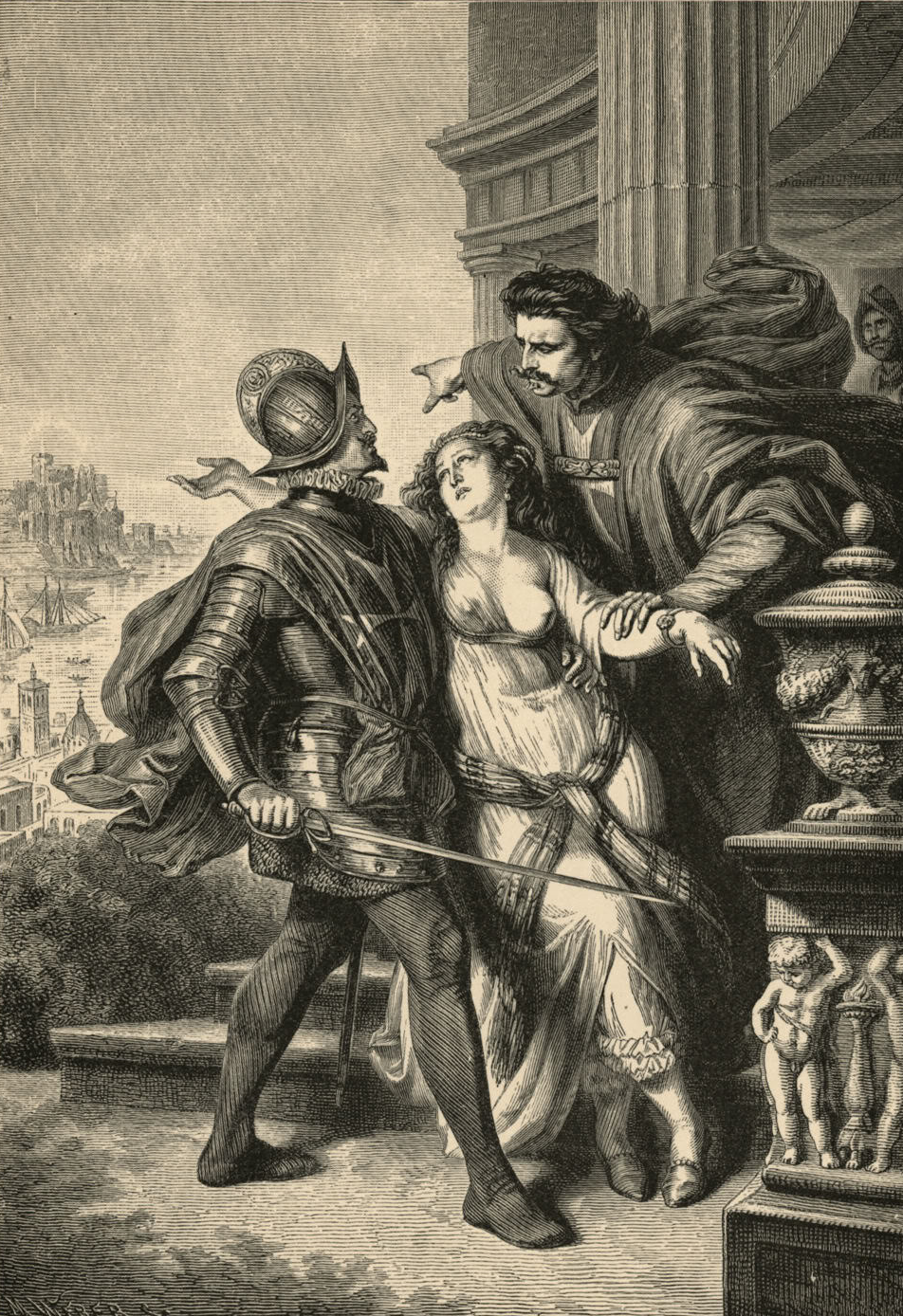

الاغتصاب في الحرب هي جرائم الاغتصاب التي يقوم برتكابها قوات نظامية أو مليشيات أو المدنيين في اوقات الصراعات المسلحة أو الحروب الأهلية أو خلال الاحتلال العسكري، ويميز هذا النمط من الاعتداءات الجنسية عن الاغتصابات التي ترتكب بين صفوف الجنود في الخدمة العسكرية  وكما يشمل أيضا الوضع الذي تجبر النساء على ممارسة الدعارة أو الاستعباد الجنسي من قبل قوة احتلال، كما في حالة تجنيد نساء المتعة من قبل الجيش الياباني أثناء الحرب العالمية الثانية، خلال الحروب والنزاعات المسلحة غالبا ما ترتبط فكرة الحرب بفكرة اغتصاب اجساد نساء الآخر التي تتحول إلى هدف حربي في تلك الصراعات، وكثيرا ما يستخدم الاغتصاب كوسيلة من وسائل الحرب النفسية من أجل إذلال العدو وتقويض معنوياتهم، اغتصاب الحرب هو منهجي في كثير من الأحيان وشامل مشحون بمشاعر من الكراهية واحتقار والانتقام من الآخر هدفه جسد الإنسان نفسه، في الواقع قد يلجئ بعض القادة العسكريين في تشجع جنودهم للاغتصاب المدنيين، وقد حدثت اغتصابات الحرب في مجموعة متنوعة من الحالات، بما في ذلك الاستعباد الجنسي المؤسسي والاغتصاب حرب المرتبطة معارك محددة أو مجازر، وأعمال فردية أو معزولة من العنف الجنسي قد تشمل أيضا الاغتصاب الجماعي والاغتصاب مع أستخدام ادوات حادة أو صلبة، ولقد امتدت فكرة اغتصاب اجساد النساء لتطال اجساد الرجال انفسهم، باهانتهم في مواقع حساسة من اجسادهم، كنوع متطور من الاذلال والمهانة كواقعة حدوث تعذيب المساجين في سجن أبو غريب وتحول الجسد المهان إلى لحظة تذكارية أو بمعنى أخرى سياحة حربية.
عندما تم الاعتراف أنه ممارس بطريقة منهجية واسعة النطاق، أعتبر الاغتصاب والاستعباد الجنسي بموجب اتفاقية جنيف جرائم ضد الإنسانية وجرائم حرب وأيضا الاغتصاب معترف به الآن بوصفه عنصرا من عناصر جريمة الإبادة الجماعية عندما ترتكب بقصد التدمير الكلي أو الجزئي لجماعة مستهدفة. ومع ذلك، لا يزال واسع الانتشار الاغتصاب في مناطق النزاع.

## تعريف الاغتصاب
تُستخدم مصطلحات الاغتصاب والاعتداء الجنسي والعنف الجنسي على أنها مصطلح واحد.
لا يوجد مصطلح متفق عليه عالمياً لاغتصاب الحرب ولكن عرّفت المذكرة التوضيحية للتشريعات الرومانية التي تلتزم بها المحكمة الجنائية الدولية الاغتصاب كالتالي:
و
يهدف مفهوم الاعتداء لأن يكون واسعا كفايةً ليتم اعتباره محايدا بين الجنسين وكي يُفهم التعريف بأنه يشمل الحالات التي تكون فيها الضحية غير قادرة على إعطاء موافقة فعلية بسبب عوامل طبيعية أو مُفتعلة أو متعلقة بالعمر.

## الأسباب
يمكن لانعدام القانون والنزاعات الأهلية خلال الحروب خلق مفهوم الإفلات من العقاب تجاه انتهاكات الحقوق الإنسانية للمدنيين. يُعد نهب المناطق المدنية بين بعض الجيوش كوسيلة لاستكمال دخل الجنود الذي يكون ضئيل في الغالب كما تُعزز بعض الميليشيات ثقافة النهب بين قواتها كتعويض عن النصر ويمكن اعتبار اغتصاب المدنيين بمثابة مكافأة على الفوز في المعارك.
ووفقاً لمنظمة الأمم المتحدة للطفولة فإنه غالباً ما يتم استعمال الاغتصاب المُمَنهج كسلاح حرب في التطهير العرقي وقد استخدم في العديد من النزاعات المسلحة خلال القرن العشرين بما في ذلك البوسنة وكمبوديا وأوغندا وفيتنام.
ناقش مجلس الأمن التابع للأمم المتحدة في عام 2008 مسألة أن العنف الجنسي يستهدف الفتيات والنساء بشكل خاص ويُستعمل كتكتيك حربي للإذلال، السيطرة، التخويف، التفرقة أو إعادة توطين أفراد المجتمع المدني أو المجموعة العرقية بالقوة.
ناقشت دارا داي كوهين بأن بعض جماعات الميليشيات تستعمل الاغتصاب الجماعي كوسيلة لتقوية حس الجماعة لدى الجنود ولتعزيز التماسك بين القوات خصوصاً عندما يتم تجنيد الجنود بالقوة وتَعتبر منظمة العفو الدولية أنه يتم استخدام الاغتصاب في النزاعات الحديثة كاستراتيجية عسكرية.
تصف منظمة العفو الدولية الاغتصاب في وقت الحرب على أنه «سلاح حربي» يُستخدم لغزو منطقة وطرد سكانها والقضاء على المدنيين المتبقيين من خلال تقويض إحساسهم بالانتماء، نشر مرض الإيدز بينهم والقضاء على تقاليدهم وأعرافهم الثقافية والدينية.
كما تشير الأدلة التي قدمتها كوهين أيضاً إلى أن بعض الجيوش التي تجند الأطفال تلجأ إلى الاغتصاب كطقس نضج لتعزيز نزعة العنف لديهم خصوصاً في المجتمعات الأبوية التي تربط الرجولة بالهيمنة والسيطرة. كما يُستخدم الاغتصاب كوسيلة لاستخلاص المعلومات من الفتيات والنساء وإجبارهن على البوح بمكان أسلحة الجنود. في حين أن اغتصاب الحرب قد لا يكون أداةً أو سلاحاً ظاهرياً للحرب، إلا أنه يشكل وسيلة أساسية لإنشاء مجموعة عسكرية متماسكة.

## النوع الاجتماعي
كانت سوزان براونميلر أول مؤرخة تجري دراسة عامة عن الاغتصاب في أوقات الحرب مع التوثيق والنظرية.
كانت أطروحة براونميلر حول أن الحرب هي وقت مثالي للرجال كي يعبروا عن ازدرائهم تجاه النساء. غلبة العنصر الذكوري على الجيوش، أسلحة ذات قوة غاشمة بين أيديهم، روح الجماعة بين الرجال في الجيوش، الانضباط الرجولي بإعطاء الأوامر وإطاعتها، المنطق البسيط للقيادة الهرمية كلها تؤكد للرجال ما يشكون به من وقت طويل وهو أن النساء مجرد هوامش في العالم الحقيقي.
لاحظت كيلي داون أسكين أن ضحايا الحرب هم من المدنيين بشكل رئيسي وأعدادهم في تزايد حيث أنه قٌدّر عدد ضحايا الحرب العالمية الثانية بأكثر من 45 مليون مواطن مدني. يتعرض كلا النساء والرجال للتعذيب خلال الحروب ولكن تشير الدراسات إلى أن الاغتصاب في وقت الحرب يستهدف النساء بشكل أكبر من الرجال.

## اغتصاب الرجال
اغتصاب الرجال من قبل رجال آخرين أيضاً شائع في الحرب. وجدت دراسة اجرتها لارا ستيمبل في عام 2009 أنه تم توثيق هذا الأمر في العديد من النزاعات حول العالم وعلى سبيل المثال فقد صرح 76% من السجناء السياسيين في السلفادور و80% من سجناء معسكرات الاعتقال بأنهم قد تعرضوا للاغتصاب أو التعذيب الجنسي. خلصت ستيمبل إلى أن نقص الاهتمام بمسألة تعرض الرجال للاغتصاب في أوقات الحرب هو أمر مقلق نظراً لانتشار المشكلة على نطاق واسع.
وفقاً لدراسة استقصائية نشرت في المجلة التابعة للجمعية الأمريكية للطب في عام 2010 فإن 30% من النساء و22٪ من الرجال من الجزء الشرقي من جمهورية الكونغو الديمقراطية قد صرحوا بأنهم تعرضوا للعنف الجنسي المرتبط بالنزاعات.
على الرغم من الاعتقاد الشائع بأن الاغتصاب خلال الحروب يستهدف المرأة في المقام الأول فإن هذه الأرقام تبين أن العنف الجنسي المرتكب ضد الرجال أيضاً ليس مجرد حدث هامشي. تتعلق قلة الوعي حول أهمية اغتصاب الرجال خلال النزاعات بقلة الإفصاح فبالرغم من أن الانعكاسات الجسدية والنفسية الناجمة عن الاغتصاب متشابهة بين الرجال والنساء إلا أن الضحايا الذكور يميلون إلى إظهار تردد أكبر حيال إخبار أسرهم أو السلطات بمعاناتهم.

## الحرب والاغتصاب والجنس
كانت سوزان براونميلر أول مؤرخة في محاولة لدراسة عامة عن الاغتصاب في حرب مع الوثائق ونظرية في كتاب لها صدر عام1975 بعنوان ضد إرادتنا: الرجال النساء والاغتصاب حيث قضت أربع سنوات في التحقيق في هذه القضية ودرست الاغتصاب على مر التاريخ، من أقدم قواعد القانون الإنساني حتى في العصر الحديث، سوزان تقول أن الاغتصاب كان اقرب إلى معرفة رجال وليس النساء، وبأن الرجال يلجؤن إليه ويستفيدون من ثقافة الاغتصاب، ويستخدمونها لصالحهم كوسيلة لتكريس الهيمنة الذكورية بإبقاء النساء في حالة من الخوف.

## القانون الدولي

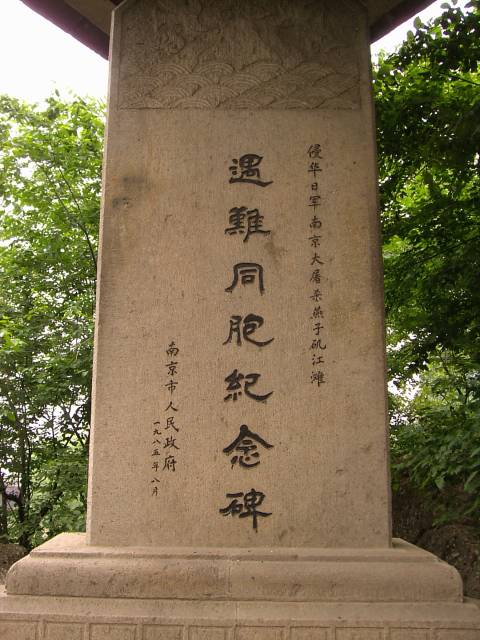
نصب مذبحة نانجينغ في ذكرى الضحايا بالقرب من موقع حيث تم دفن آلاف الجثث

مقاضاة المغتصبين في محاكم جرائم الحرب هو تطور حديث عموما، القانون الإنساني تتعلق بسوء معاملة المدنيين وأي الخراب الذي لا تبرره الضرورة العسكرية. ونادرا ما يحاكم الحرب والاغتصاب كجريمة حرب، بعد الحرب العالمية الثانية في محكمة نورنبيرغ فشل في توجيه الاتهام مع مجرمي الحرب النازيين بإثبات حدوث الاغتصاب، على الرغم من شهود عيان شهدوا على وقع اغتصاب حرب، في محكمة جرائم الحرب في طوكيو لم يتم إدانة ضباط اليابانية بالفشل في منع الاغتصاب في مذبحة نانجينغ والتي عرفت باسم «اغتصاب نانكينغ», القاضي ريتشارد غولدستون، المدعي العام في المحكمة الجنائية الدولية ليوغوسلافيا السابقة، وقال ان «الاغتصاب لم يكن أبدا لقلق المجتمع الدولي».و الأمم المتحدة إعلان بشأن حماية النساء والأطفال في حالات الطوارئ والمنازعات المسلحة، الذي دخل حيز التنفيذ في عام 1974، لا يذكر اغتصاب على وجه التحديد
في عام 1998، المحكمة الجنائية الدولية لرواندا التي وضعتها الأمم المتحدة لاتخاذ قرارات تاريخية أن الاغتصاب هو جريمة من جرائم الإبادة الجماعية تحت القانون الدولي.
في يوليو 2002 صادقت 60 دولة على تشريع روما، الذي قاد إلى تأسيس المحكمة الجنائية الدولية التي يوجد مقرها بمدينة لاهاي في هولندا. كانت تلك الوثيقة هي الأولى من نوعها التي تعترف بأن الاغتصاب وأشكال العنف الجنسي الأخرى وقت النزاعات المسلحة، تمثل جريمة حرب، جريمة ضد الإنسانية وإبادة جماعية.

## الحرب العالمية الثانية
تم توثيق وقوعها على نطاق واسع ومنتظم من قبل الجنود والمدنيين للنساء. خلال الحرب العالمية الثانية، وفي أعقابه مباشرة، وقعت حرب الاغتصاب في مجموعة من الحالات، بدءا من الاستعباد الجنسي المؤسسي لعمليات الاغتصاب المرتبطة معارك حرب محددة. مكتب القاضي المحامي العام في التقارير التي تفيد بأن هناك 971 إدانة بتهمة الاغتصاب في الجيش الأمريكي خلال الفترة من يناير 1942 إلى يونيو 1947، والذي يتضمن جزءاً من الاحتلال.

## معسكرات اغتصاب
معسكر الاغتصاب هي مراكز احتجاز قصري تم تصميمها أو تحولها إلى مكان يتم فيه اغتصاب بشكل منتظم لإهانة وإذلال المحتجزين تقوم بها قوات نظامية أو مليشيات بعد فصل الأسر وعزل النساء والأطفال عن بعضهم، خلال الحرب العالمية الثانية تم خطف مئات الآلاف من النساء من قبل الجيش الياباني وتستخدم كرقيق جنس أثناء الحرب العالمية الثانية. ودعا هؤلاء نساء المتعة. معسكرات الاغتصاب هي موضوع مشترك في استغلال السينما النازية. كما تم توثيق معسكرات الاغتصاب على نطاق واسع في البوسنة:
- فيلين فلاس
- معسكر كيراتيرم
- معسكر أومارسكا

## أثر إغتصاب الحرب على الضحية
اغتصاب الحرب لها تأثير شديد على الضحايا، وربما يكون منهجي في الطبيعة بمعزل عن العنف الجنسي. تسرد دراسة حديثة الضرر البدني لضحايا الاغتصاب الحرب والإصابات والأمراض المنقولة جنسيا، والحمل لأن اغتصاب الحرب تجري في مناطق الصراع، والوصول إلى وسائل منع الحمل في حالات الطوارئ محدودة للغاية، والمضادات الحيوية، و / أو الإجهاض. الإصابات على المدى القصير النفسي للضحايا وتشمل مشاعر الخوف، والعجز، واليأس، ربما على المدى الطويل إصابات نفسية تشمل الاكتئاب واضطرابات القلق بما في ذلك متلازمة ما بعد الصدمة، والعديد من أعراض جسدية، ذكريات الماضي، وصعوبة في إعادة إقامة علاقات حميمة، الخجل، والمخاوف المستمرة.